# Viktor Holmlund (konstnär)
Viktor Holmlund, född 1884 i Trehörningssjö, Västernorrlands län, död 1938 i Örnsköldsvik, var en svensk målare. 
Holmlund studerade vid Konsthögskolan i Stockholm 1913–1920 och under en kombinerad studie och målarresa till Lofoten 1930. Under sin tid vid Konsthögskolan tilldelades han ett flertal pris. Han var huvudsakligen verksam i Ångermanland och medverkade ett flertal gånger i Ångermanlands konstförenings utställningar. Hans konst består i huvudsak av fint tolkade landskap från trakten av Örnsköldsviks skärgård, Lycksele, Torneå och inte minst Lofoten i nordnorge. 
Viktor dyrkade såväl en nertonad färgskala som kraftiga höstfärger. I målningarna så upplever betraktare inte sällan naturens rörelser som förmedlats med intuitiva penseldrag. 
En stor inspirationskälla för Viktor var dels lokala konstnärer men också andra konstnärer bl.a. Anders Zorn. 
En arbetsmetod som Viktor Holmlund ofta använde sig av under arbetet med sin konst var att fotografera med mellanformatskamera och att senare använda negativet som underlag vid staffliet i sin ateljé i hemmet på Konstnärsgatan i Sund/Domsjö. 
En minnesutställning med Holmlunds konst visades i Örnsköldsvik 1948. Holmlund är representerad vid bland annat Moderna museet i Stockholm  och Norrköpings konstmuseum.
Viktor Holmlunds familj donerade, efter hans bortgång, ett större måleri som i många år utsmyckat Örnsköldsviks museum.